# Jewgeni Nikolajewitsch Kablow

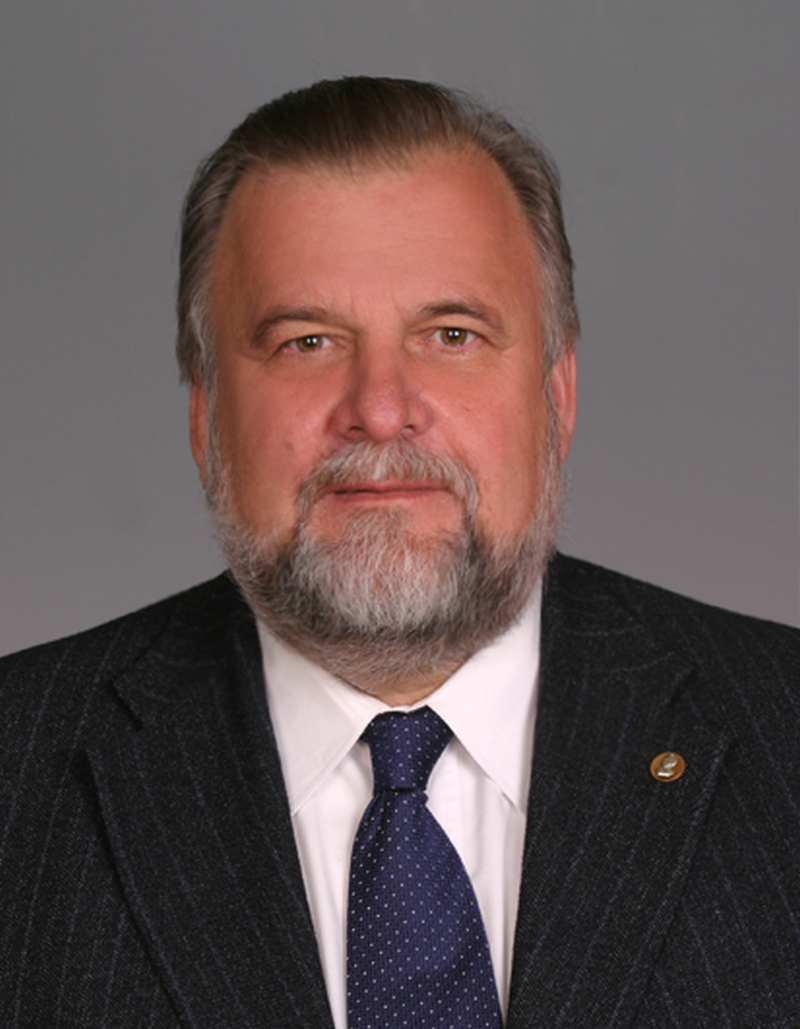
Jewgeni Nikolajewitsch Kablow

Jewgeni Nikolajewitsch Kablow (russisch Евгений Николаевич Каблов; * 14. Februar 1952 in Datschny, Mordwinische Autonome Sozialistische Sowjetrepublik) ist ein sowjetisch-russischer Materialwissenschaftler und Hochschullehrer.

## Leben
Das Studium am Moskauer Staatlichen Ziolkowski-Luftfahrttechnik-Institut (MATI) (entstanden 1940 neben dem Moskauer Staatlichen Luftfahrtinstitut (MAI)) schloss Kablow 1974 ab.
Seit Oktober 1974 arbeitet Kablow im Allrussischen Instituts für Luftfahrtmaterialien (WIAM) in Moskau. Sein Arbeitsgebiet ist die Technologie der Werkstoffe für die Luft- und Raumfahrt. 1983 wurde er freigestellter Sekretär des WIAM-Parteikomitees des Rajon-Komitees der KPdSU. Im Oktober 1988 wurde er Vizechef für die wissenschaftliche Arbeit und Vizegeneraldirektor für die wissenschaftliche Ausrichtung des WIAM. 1995 verteidigte er mit Erfolg seine Doktor-Dissertation über die Verbesserung der Eigenschaften gegossener Gasturbinenschaufeln aus hitzebeständigen Nickelbasislegierungen durch Steuerung der Gefügebildung während der Kristallisation für die Promotion zum Doktor der technischen Wissenschaften.
1996 wurde Kablow Generaldirektor des nun staatlichen Unternehmens WIAM als Nachfolger Radi Jewgenjewitsch Schalins. 1997 wurde er zum Korrespondierenden Mitglied der Russischen Akademie der Wissenschaften (RAN) gewählt. 2002 wurde das WIAM ein Föderales staatliches Unitarunternehmen, dessen Generaldirektor Kablow blieb. 2006 wurde er zum Vollmitglied der Russischen Akademie der Wissenschaften (RAN) gewählt.
2013 wurde Kablow für die Wahl des RAN-Präsidenten nominiert, jedoch kam er nicht auf die endgültige Kandidatenliste. 2017 wurde er wieder von der Abteilung für Chemie und Materialwissenschaften der RAN nominiert, dem gemäß den neuen Regeln auch die Regierung zustimmte. Beim ersten Wahlgang mit fünf Kandidaten erhielt er nur 152 von 1596 Stimmen, so dass er ausschied. Jedoch wurde er wie schon 2013 in das Präsidium der RAN gewählt.
Kablow leitet den Lehrstuhl für Materialwissenschaft der Staatlichen Technischen Universität Moskau und ist Professor der Fakultät für Materialwissenschaft der Lomonossow-Universität Moskau.
Kablow ist Mitglied des Präsidiums des Wissenschaftlichen Rates beim Sicherheitsrat der Russischen Föderation und Mitglied des Rates des Russischen Fonds für Grundlagenforschung.

## Ehrungen, Preise (Auswahl)
- Staatspreis der UdSSR (1987)
- Anossow-Preis der RAN für Arbeiten zu Konstruktionswerkstoff-Legierungen auf der Basis intermetallischer Verbindungen (1996, zusammen mit Kira Borissowna Powarowa und Alexander Anatoljewitsch Iljin)[1]
- Orden der Ehre (1998)
- Ljulka-Preis der ASSAD (Assoziation des Verbands für Luftfahrtantriebtechnik, Präsident Wiktor Michailowitsch Tschuiko) (1998)
- Staatspreis der Russischen Föderation (1999, 2015)
- Verdienstorden für das Vaterland IV. Klasse (2002), III. Klasse (2008)
- Ritterkreuz des Verdienstordens der Republik Polen (2002)
- Kommandeur des Kronenordens (2005)
- Alexander-Petrowitsch-Karpinski-Preis der Alfred Toepfer Stiftung F. V. S. (2006)
- Tschernow-Goldmedaille der RAN (2009)[1]
- Orden der Taiwan Invention Association (2011)
- A.-T.-Tumanow-Goldmedaille (2012)
- N.-N.-Semjonow-Medaille (2012)
- Dankurkunde des Präsidenten der Republik Tatarstan (2012)
- Ruhmesorden III. Klasse der Republik Mordwinien (2012), II. Klasse (2017)
- Tupolew-Preis der RAN (2015)
- S.-T.-Kischkin-Goldmedaille (2016)
- Alexander-Newski-Orden (2018)